# Nian-Aufstand
Der Nian-Aufstand (chinesisch 捻軍起義 / 捻军起义, Pinyin Niǎnjūn qǐyì, W.-G. Nien-chün ch'i-yi, englisch Nien Rebellion; westliche Historiker verwenden meist die alte Wade-Giles-Transkription „Nien“, statt Hanyu Pinyin „Nian“) war ein großer bewaffneter Aufstand im nordöstlichen China in den Jahren von 1853/55 bis 1868, zur Zeit des Taiping-Aufstandes (1851–1864) in Südchina. Es gelang nicht, die Qing-Dynastie zu stürzen, aber der Aufstand verursachte hohe Verluste an Menschenleben und sorgte für schwere wirtschaftliche Schäden. Langfristig war er einer der Ursachen für den Zusammenbruch der Mandschu-Herrschaft.

## Das Auftauchen der Nian-Organisation
Die Nian rekrutierten sich Anfang des 19. Jh. aus den Überlebenden der Weißen-Lotus-Rebellion (1796–1804), auch wenn sie eigentlich nicht die Nachfolger dieser Sekte waren (d. h. keine religiöse Komponente). Nach der Niederschlagung der Rebellion kam es im Gebiet nördlich des Huai-Flusses zwischen Henan, Anhui und Jiangsu zu Banditenunwesen durch entlassene Soldaten und überlebende Aufständische, begünstigt von verantwortungsscheuen lokalen Beamten und bedingt durch die verhältnismäßige Unterentwicklung des Landstriches (Hungersnöte durch Überflutungen und Trockenheit). Nach einem Beamtenbericht von 1814 organisierten sich Banden von bis zu Hundert Mann und lebten von Plünderung, Erpressung und Salzschmuggel. Sie wurden Nianzi (Nien-tzu) oder Nian genannt.
Mittels Glücksspiel und Heiraten schufen sie sich bald Verbindungen zu den örtlichen Gemeinden bis hinein in die Obrigkeit („Sicher war das Dorf und glücklich die Familie, die Nian-Mitglieder hatte.“). Um 1850 waren dann ganze Gemeinden von dem ökonomischen Erfolg der Nian-Banditentätigkeit abhängig. Viele Mitglieder der Organisation führten ein Doppelleben.
In den frühen 1850ern änderte sich der Charakter der Banditengruppen. Die Flut von 1851 brachte den Ruin und Hungersnot für ihre Regionen, und der August 1855 schließlich die vernichtende Laufänderung des Gelben Flusses. Zu allem Überfluss tauchte Anfang 1853 noch die Armee der Taiping auf, wodurch die Nian-Anführer die örtliche Verteidigung ihrer Gemeinden übernehmen mussten (Dörfer-Verbände mit Steinwällen und Feuerwaffen). In diesen Jahren entstand das Gefühl der Einheit und eines politischen Bewusstseins. Zhang Lexing (1811–1863), ein ungebildeter Salzschmuggler konnte 1852 achtzehn Anführer zusammenschließen, woraufhin ihn Regierungstruppen angriffen, der Bund wieder zerbrach und 1855/6 neu formiert werden musste. Praktisch war er eine saisonal aktive militärische Organisation (zunächst 5 „Banner“ mit je zirka 20.000 Mann, auch Kavallerie) zahlreicher Räubergemeinden mit großer innerer Autonomie der Bandenchefs.

## Zhang Lexing
Mitte der 1850er waren es etwa 30 Top-Leute und der „Lord der Allianz“ war Zhang Lexing, der sich als „Großer Han-König mit dem Mandat des Himmels“ bezeichnete. Trotz seines Titels folgten ihm nur wenige der Top-Leute, zudem war er 1856–1862 meist außerhalb tätig und daher zu effektiver Kontrolle nicht in der Lage. Zhang Lexing war, anders als die meisten Anführer der Nian in der Lage, Städte zu erobern und zu halten. Mit den Taiping alliiert, unterstützte er diese militärisch und wurde ebenso unterstützt, akzeptierte aber keine Anweisungen. 1861 bekam Zhang Lexing von dem Taiping-Herrscher den Königs-Titel „Wu-Wang“.

## Nian-Propaganda
Die wenige erhalten gebliebene Propaganda der Nian richtete sich zwar gegen Korruption und Ungerechtigkeit, zeigte aber keinen Hass gegen die Mandschu und auch nicht das religiöse Denken des Weißen Lotus. Verehrt wurde der Bandit Tao Chih, dem auch Tempel gewidmet wurden. Schließlich übernahmen die Nian aber die Symbolik der Weißen Lotus-Sekte, Taiping und anderer etablierter Strömungen, um Unterstützung zu bekommen bzw. mit anderen Rebellen kooperieren zu können. Vor allem verbanden sich Zhang Lexing und Kung Te ca. 1858 mit den Taiping und diese Allianz sicherte die Taiping-Residenz Nanjing nach Norden hin ab.

## Der Nian-Krieg, Phase 1
Die Bekämpfung der Nian erwies sich als schwierig, sie scheiterte in den 1850ern und frühen 1860ern an geteilter und ungeeigneter Führung. Die Verwaltung versuchte unter Zeng Guofan (in Henan) und unter Yuan Jiasan (in Anhui) zunächst, die Ressourcen der benachbarten („Erdwall“-)Gemeinden gegen die Nian aufzubieten, aber die so aufgestellten Truppen wurden schnell geschlagen, so dass man sich auf reguläre Truppen verlassen musste. Zudem richteten sich diese gegen Nian und Taiping gebildeten Selbstverteidigungs-Gemeinschaften bald gegen die lokale Regierung, forderten (besonders in Shandong) eine Reduzierung der Steuern und stürmten Gefängnisse, so dass auch ihr politischer Wert begrenzt war.
Die Nian gingen nicht einheitlich vor. Während sich Zhang Lexing und Kung Te in Allianz mit den Taiping um die Eroberung der Städte des Huai-Gebiets bzw. im Norden Anhuis bemühten, führten andere Nian-Anführer Raubzüge nach Henan durch. 1859 standen sie dabei 30 Meilen vor Kaifeng und 1861 näherten sie sich Luoyang. 1860 brachen die Nian auch in Shandong ein und bedrohten Jinan. In Anhui, Henan und Shandong führte ihre Tätigkeit dazu, dass Organisationen verschiedener Herkunft und Motivation Rebellionen anzettelten, die ebenfalls von der Verwaltung niedergekämpft werden mussten.
Beispiele derartiger Erhebungen sind:
- Im Huai-Gebiet baute Miao Peilin 1856/7 seine eigene Organisation auf und fasste dafür zahlreiche („Erdwall“-)Gemeinden in einer Allianz zusammen. Er stand zunächst auf Seiten der Regierung gegen die Nian und Taiping, wechselte aber auch je nach Bedarf die Seite.
- In Shandong bildete sich die „Changqianghui“, eine Gesellschaft aus Banditen und lokalen Anführern, die zuvor die Nian bekämpft hatten. Sie umfasste 50–60.000 Mann, bevor sie 1861 besiegt wurde. Als Anführer wurde ein gewisser Liu Chan-k’ao anerkannt.
- Weiterhin bildete sich ca. 1853 in Shandong die „Chou-Sekte“ unter Song Jipeng, die zahlreiche militärische Banden zusammenfasste. Song Jipeng gab sich einen Herrschertitel und wurde 1861 besiegt, konnte aber entkommen und rebellierte erneut, weil man ihm keinen Posten in der Verwaltung anbot. 1862 soll er 100.000 Mann befehligt haben.
- Dazu kam – ebenfalls in Shandong – eine Rebellion eines Weißen-Lotus-Ablegers unter Chang Shan-chi (1861). Chang soll 50.000 Mann befehligt haben und gab sich ebenfalls einen Herrschertitel. Er besiegte eine Qing-Armee, konnte aber ausmanövriert werden, indem man einen seiner Unterführer, Song Jingshi (宋景诗) gegen ihn aufbot. Nach seinem Tod und dem seiner Nachfolgerin Ch’eng Wu-ku gab die Sekte (zu vorteilhaften Bedingungen) auf.
- 1860 gab es in Shandong massive Steuerverweigerungen. Unter anderen stellte sich Liu Te-p’ei mit dieser Motivation gegen die Regierung und rebellierte 1862 mit einigen Tausend Mann in Sichuan. Er gab sich auch einen Herrschertitel.

Angesichts der ernsten Krise wurden schließlich zusätzliche Truppen unter dem General und Mongolenprinzen Senggerinchin (chin. Senggelinqin) nach Shandong geschickt, der bereits die auf Peking vorrückende Taiping-Armee gestoppt hatte. Nach einer ersten Niederlage gegen die Nian bei Jining 1860 gelang es Senggerinchin, verschiedene Aufstandsherde zu bekämpfen: 1862 konnte er die Nian bei Bozhou und danach 1863 bei Zhihe (heute Guoyang, Anhui) besiegen. Liu Yuyuan, ein namhafter Nian-Anführer fiel in der Schlacht und diverse andere kapitulierten. Ende März 1863 wurde auch Zhang Lexing gefangen und hingerichtet.
Danach wurde der Prinz nach Shandong beordert, wo er ebenso erfolgreich gegen den Rebellen Liu Te-p’ei, die Chou-Sekte Song Jipengs und gegen Song Jingshi zu Felde zog. Alle drei Aufstandsherde wurden beseitigt und ihre Anführer starben oder verschwanden. Im Dezember 1863 konnte Senggerinchin noch (mit Unterstützung mehrerer Provinzarmeen) Miao Peilin in Anhui besiegen, wobei Miao in der Schlacht fiel.

## Der Nian-Krieg, Phase 2
Die nächste Phase des Krieges war durch modifizierte Voraussetzungen gekennzeichnet. Die Nian gaben ihre saisonale Kriegsführung auf und bemühten sich stattdessen um die Aufstellung einer regulären Armee mit ständiger Einsatzbereitschaft, konzentrierter Führung und einer starken Kavallerie. Inwieweit die Beteiligung einer kleinen (das Ende des Taiping-Aufstandes 1864 überlebenden) Taiping-Armee unter Lai Wenguang (dem „Tsun-Wang“) zu diesem Umdenken beigetragen hat, ist umstritten. Weiterhin verließen die Nian, inzwischen unter der Führung von Zhang Zongyu (dem Neffen Zhang Lexings), Ren Zhu und Lai Wenguang ihre Basis in Anhui und zogen mitsamt ihren Verwandten, männlich und weiblich nun ständig umher (Süd-Henan, Hubei, Shandong usw.).
Prinz Senggerinchin verfolgte die Nian nach Hubei und wurde schließlich im Mai 1865 bei Caozhou (heute: Heze) eingekreist und getötet. Die Niederlage wird sowohl auf die zunehmende Stärke der Nian-Kavallerie als auch die mangelnde Zusammenarbeit des Prinzen mit seinen chinesischen Partnern zurückgeführt. Für Peking war es ein Desaster.
Senggerinchins Nachfolger im Amt wurde Zeng Guofan, der bis zu seinem Rücktritt (im Dezember 1866) eine neue Taktik erarbeitete. Ihm wurde Li Hongzhang unterstellt, der allein schon eine Armee von 60.000 Mann befehligte und u. a. noch vier Dampfschiffe und von den Briten geschulte Soldaten mit modernen Waffen heranholte. Zunächst bemühte sich Zeng Guofan, eine klare Unterscheidung zwischen den regierungstreuen und den feindlich gesinnten Gemeinschaften treffen zu können. Zu dem Zweck wurde ein Spionagenetz aufgebaut, ein Register erstellt und die regierungstreuen Gemeindevorsteher bekamen Zertifikate. Ebenso wurden Agenten ausgeschickt, welche versteckte Nian-Aktivisten aufspüren und fangen sollten. Entscheidender war jedoch das militärische Vorgehen: hier bemühte sich Zeng Guofan um eine Blockadestrategie. Er besetzte vier strategisch günstige Positionen mit seinen besten Truppen und blockierte die Flüsse, um die Kavallerie der Nian daran aufzuhalten. Allerdings waren diese wiederholt in der Lage, derartige Verteidigungslinien zu durchbrechen. Ein größerer Vorteil war es, dass die Nian nicht genügend mit Feuerwaffen ausgerüstet waren und auch nicht an eine moderne Bewaffnung herankamen. So konnte 1866 ihr Angriff auf Shandong mit Kanonen zurückgeschlagen werden.
Nach der Niederlage in Shandong kamen die Nian im Oktober 1866 zu einer Entscheidung: Zhang Zongyu zog nach Shaanxi, d. h. weit nach Westen ab, wo er angesichts der Dunganen-Aufstände eine neue Basis zu finden hoffte, während Ren Zhu und Lai Wenguang zunächst noch in Shandong durchzubrechen versuchten und danach 1867 über Hubei nach Sichuan zu gelangen versuchten. Bei der Überquerung des Han-Flusses zurückgeworfen, kehrten Ren und Lai erneut nach Shandong zurück und kamen bis zu dem Handelshafen Yantai (Chefoo). Der dortige amerikanische Konsul beschrieb die Nian als diszipliniert: „Sie töten und verletzten nicht, solange sie auf keinen Widerstand stoßen.“ Beim Rückweg scheiterten sie wiederholt an Li Hongzhangs Blockade des Kaiserkanals und wurden in Nord-Jiangsu und in Nord-Shandong (konkret am Mi-Fluss) besiegt. Ren Zhu wurde von einem seiner Leute ermordet, Lai Wenguang wurde gefangen und hingerichtet (Januar 1868).
Die Gruppe unter Zhang Zongyu attackierte 1867 Xi’an und wurde über den Gelben Fluss wieder nach Osten abgedrängt, wo sie bis nach Baoding, achtzig Meilen vor Peking kam. Unter gewaltigen Aufwand (vorsichtshalber wurden sogar die Arbeiter belohnt, die Befestigungsarbeiten ausführten, um keinen Aufstand zu riskieren) wurde Zhang Zongyu danach von den Truppen Li Hongzhangs und Zuo Zongtang im Raum zwischen Tianjin, dem Kaiserkanal und dem Gelben Fluss eingekreist und besiegt. Viele Nian ergaben sich, und Zhang sprang in den Tuhai-Fluss und verschwand (Juli 1868).

## Namhafte Nian-Anführer
- Zhang Lexing (Chang Lo-hsing) (1811–1863): Lord der Allianz, war mit Taiping alliiert und wurde 1863 getötet
- Kung Te: blinder Stratege, mit den Taiping alliiert
- Liu Yuyuan (Liu Yü-yüan bzw. Liu der Hund): alliiert mit dem Weißen Lotus von Ost-Henan, wurde 1863 getötet
- Li Chao-shou: unterstützte 1858 die Taiping militärisch und wechselte dann die Seite
- Zhang Zongyu (Chang Tsung-yü), Neffe von Zhang Lexing, Lord nach 1863, verschwand 1868
- Ren Zhu (Jen Chu), die Nummer 2 nach Zhang Zongyu, wurde 1867 von einem Untergebenen ermordet
- Lai Wenguang (Lai Wen-kuang): ein früherer Taiping-König, vereinigte sich 1864 mit den Nian und wurde 1868 hingerichtet